# 宮津カレー焼きそば

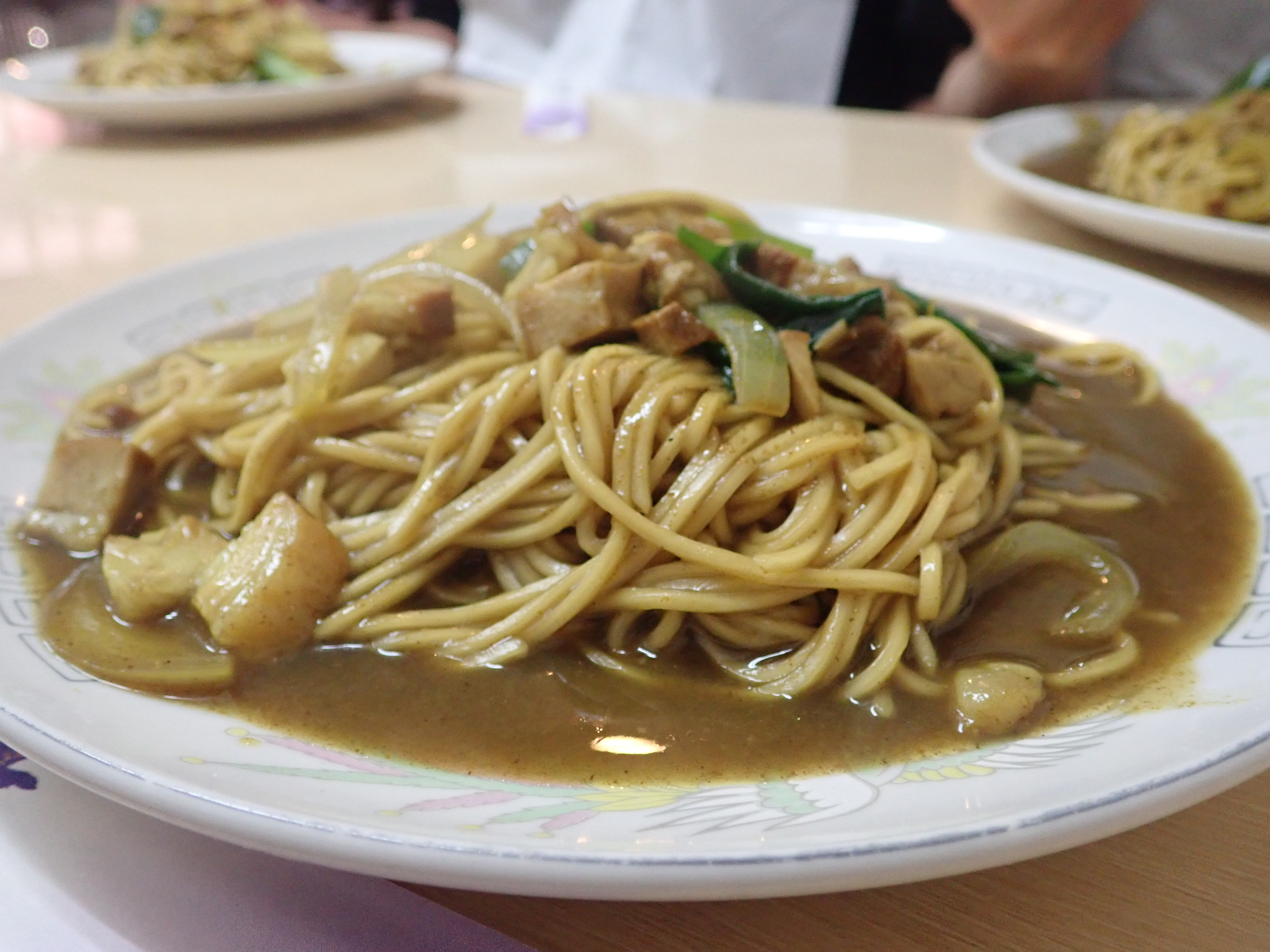
宮津市の豚珍館のカレー焼きそば

宮津カレー焼きそば（みやづカレーやきそば）は、京都府宮津市のご当地グルメ（B級グルメ）。焼きそばにカレーのルーをかけた料理である。

## 歴史

### 宮津におけるカレー焼きそばの歴史
戦後まもなく宮津市に移住してきた台湾出身の王（ワン）は、1955年（昭和30年）頃から平成初期頃まで宮津市で中華料理店の平和軒を営業した。平和軒でカレー焼きそばが出されたのが宮津カレー焼きそばの始まりとされる。平和軒の閉店直後から他の飲食店にカレー焼きそばが広がっていった。

### ご当地グルメ化
2005年（平成17年）以後、宮津商工会議所は宮津ブランド認定制度やまちなか観光推進事業などを実施している。2009年度（平成21年度）には宮津市中心市街地にある飲食店を掲載した「満腹地図」を発行し、取材の過程で8店舗でカレー焼きそばが提供されていることが明らかとなったため、地図内では「宮津カレー焼きそば」が特集された。市民有志によって団体「宮津カレー焼きそばーズ」が設立され、しばしばテレビ・雑誌・新聞などのメディアに取り上げられた。
2011年度（平成23年度）には12店舗が参加する「いっとく!? 宮津カレー焼きそばスタンプラリー」が開催され、全店舗のカレー焼きそばを食べ比べるテレビ企画も行われた。
2015年（平成27年）10月から11月には近畿地方のファミリーマートで「宮津カレー焼きそばドッグ」が発売され、提供する店舗と市民有志が商品を監修した。これをきっかけとして同年には「宮津カレー焼きそば会」が設立され、「宮津カレー焼きそばマップ」が作成された。
2019年（令和元年）にはハマカゼプロジェクトによって、初めて宮津カレー焼きそばのインスタント袋麺の販売が開始された。ハマカゼプロジェクトが経営するカフェでは、宮津カレー焼きそばは年間約2000食の注文がある人気メニューとなっている。

## 特徴

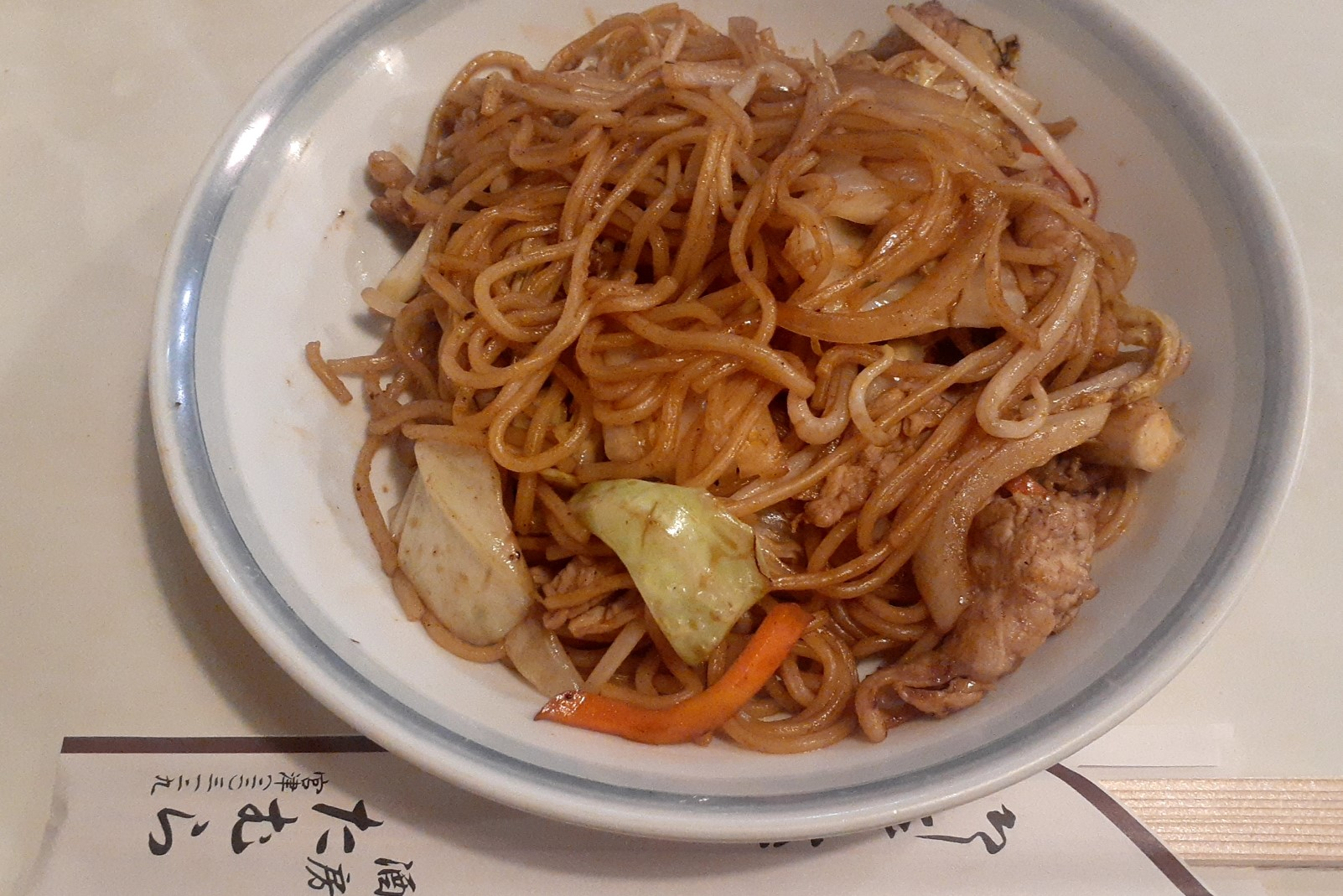
汁気が「ドライ」とされる酒房 たむらのメニュー

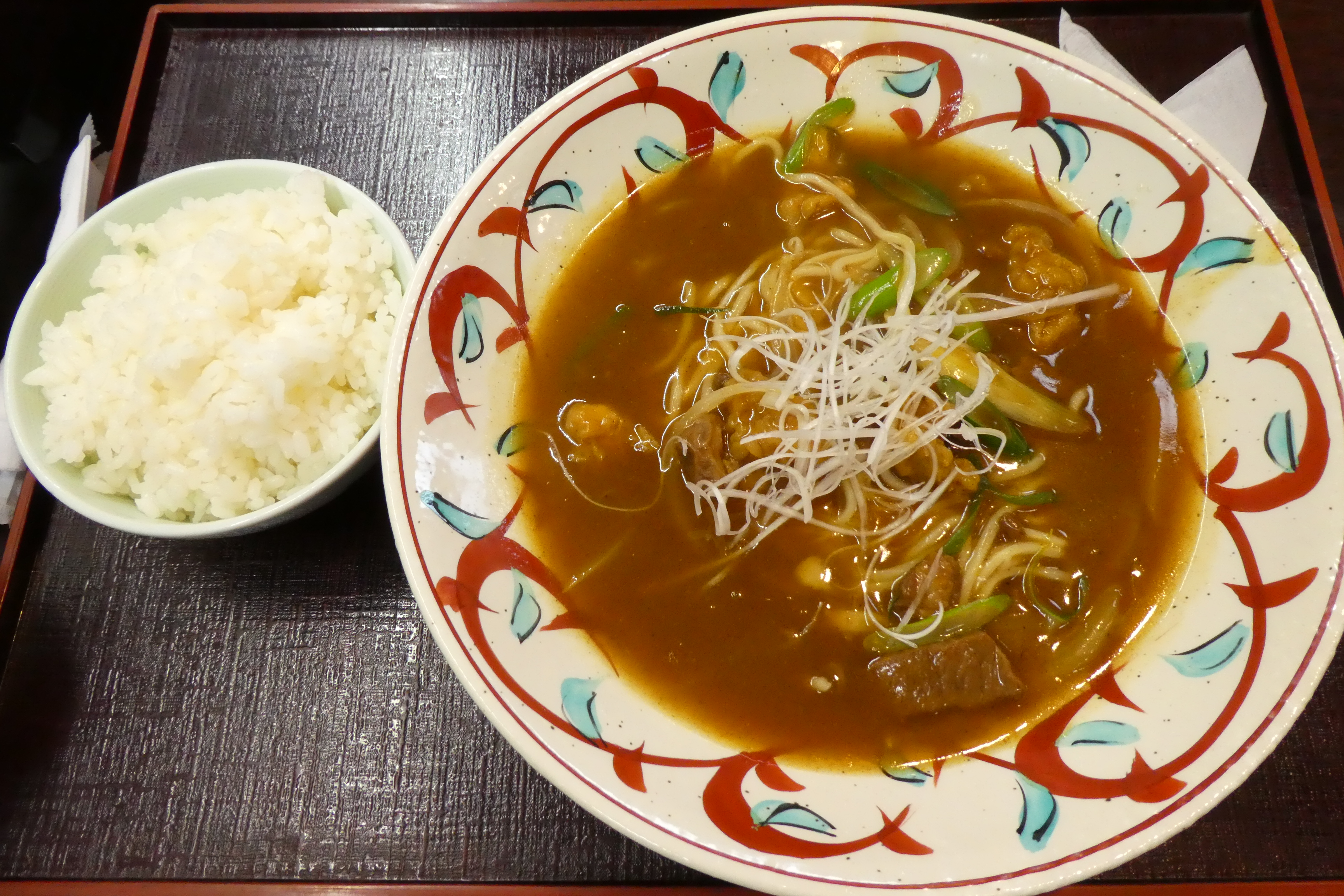
汁気が「ウェット」とされる瑞松園のメニュー

宮津市内の複数の飲食店でカレー焼きそばが提供されている。店舗によってレシピが異なっており、汁気があるものから無いものまで様々である。宮津カレー焼きそば会は、各店舗の汁気の違いをドライ&ウェットチャートで表現している。

### 提供店舗
- 酒房 たむら - 「ドライ」
- HAMAKAZE Cafe - 「ドライ」
- カフェ・レスト絵里奈 - 「微ドライ」と「ウェット」の2種類
- お食事処 糸仲 - 「微ウェット」
- レストラン漁連 - 「微ウェット」
- 橋立大丸 本店 - 「ウェット」
- 瑞松苑 - 「ウェット」
- 中国料理 豚珍館 - 「つゆだく」